# أوجوال ثابا
أوجوال ثابا (1976 - 1 يونيو 2021) كان قائدًا وناشطًا شابًا من نيبال ورجل أعمال وأخصائيًا اجتماعيًا. كان رئيس حزب بيبيكشيل النيبالي.
حياة سابقة
تلقى ثابا تعليمه في مدرسة بودانيلكانثا في كاتماندو نيبال، وحصل على درجة البكالوريوس في كلية بينينجتون في فيرمونت من الولايات المتحدة الأمريكية في عام 2000.

## الحياة المهنية
ترشح ثابا كمرشح مستقل في انتخابات الجمعية التأسيسية النيبالية لعام 2013 من دائرة كاتماندو رقم 5.
كان رئيس حزب بيبيكشيل النيبالي الذي نظم تحت قيادته ، احتجاجات في نصب دائرة الجنائز لدعم كبير جراح العظام في مستشفى جامعة مهراججانج التعليمي الدكتور غوفيندا، الذي كان في احتجاج سريع حتى الموت للإصلاحات في القطاع الطبي. كما قاد ثابا احتجاجًا رمزيًا ضد أعضاء البرلمان التشريعي النيبالي في بانيشور كاتماندو، للمطالبة بتسهيلات طبية ميسورة التكلفة للمواطنين.
في عام 2002 ، بدأت في شركة ديجيتال ماكس صوليوشن، وهي شركة لتطوير مواقع الويب وعلامات تجارية للبرامج. مع عدد من الشخصيات أسس مجتمع تكنولوجيا المعلومات اسمه ورلد برس نيبال. كما أسس شانغريلا كافيه، وهي مزرعة قهوة في منطقة سيانجا في عام 2009. وساعد في بدء وإدارة منتدى رواد الأعمال إنتربرينيورز لنيبال. كما كان يدير مدونة شخصية بعنوان «لماذا نيبال؟».